# Luis Alfredo Arango
Luis Alfredo Arango, eigentlich Luis Alfredo Arango Enriquez, (* 1935 Totonicapán, Guatemala; † 3. November 2001) war ein guatemaltekischer Lehrer und Schriftsteller.
Arango stammte aus einer gutsituierten alteingesessenen Familie, welche seit Generationen höhere Verwaltungsbeamten des Landes stellte. Nach der Schulzeit in seiner Heimatstadt ging Arango nach Guatemala-Stadt, um an der dortigen Universität u. a. Pädagogik zu studieren.
Nach erfolgreichem Abschluss seines Studiums bekam Arango in San José Nacahuil eine Anstellung als Lehrer.
1968 übernahm Arango als verantwortlicher Herausgeber die Leitung der Zeitschrift „Nuevo Signo“ und hatte dieses Amt zwei Jahre lang inne. Bereits nach Kurzem wurde dieses Blatt zum Sprachrohr junger moderner Lyriker, von denen Manuel José Arce – neben Arango – der bekannteste ist.

## Rezeption
Von Anfang an griff Arango in seiner Lyrik die verschiedenen Formen der Folklore seiner Heimat auf. Der Bogen spannt sich hier von einfachen Wendungen der bäuerlichen Alltagssprache bis hin zu Beschreibungen der einzelnen Landschaften Guatemalas in Sagen, Märchen und Legenden.
Seine Erzählungen basieren meistenteils auf den Erfahrungen und Erlebnissen als Lehrer in einer überwiegend bäuerlich indianischen Umgebung.

## Werke (Auswahl)
Lyrik
- Arpa sín angel. 1968.
- Boleto  de viaje. 1967.
- Brecha en la sombra. 1960.
- Dicho al olvido. 1969.
- Grillos y tuercas. 1970.
- Papel y tusa. 1967.
- Toro sin alas. 1963.
- Ventana en la ciudad. 1962.

Erzählungen
- Cartas a los manzaneros. 1972.
- Cruz o Gaspar. 1972.
- Cuentos de oral siguán. 1970.
- Lola dormida. 1982.